# ساندرا شوماخر
ساندرا شوماخر (آلمانی: Sandra Schumacher؛ زادهٔ ۲۵ دسامبر ۱۹۶۶) دوچرخه‌سوار زن اهل آلمان بود.
وی در مسابقات کشوری و بین‌المللی در مجموع برندهٔ ۲ مدال برنز شده‌است.